# Hrabina Cosel (serial telewizyjny)
Hrabina Cosel – polski 3-odcinkowy miniserial telewizyjny, zrealizowany na podstawie powieści Józefa Ignacego Kraszewskiego, który powstał równocześnie z wersją kinową pod tym samym tytułem.
Podobnie jak film, serial zrealizowano na kolorowym negatywie Kodak Eastman 35 mm. Jak wyjaśniał reżyser Jerzy Antczak, w 1969 r. TVP nie zdecydowała się na wykonanie kolorowej kopii serialu. Powodem były wysokość kosztów i ówczesna czarno-biała emisja sygnału telewizji. Dopiero na przełomie kwietnia i maja 2007 r. TVP Kultura pokazała nową, kolorową wersję serialu sporządzoną z jego negatywu odnalezionego w archiwum Filmoteki Narodowej w Łodzi.

## Tytuły odcinków
- odcinek pierwszy: Kamaryla
- odcinek drugi: Władza
- odcinek trzeci: Upadek

## Główne role
- Jadwiga Barańska – Anna Konstancja Cosel
- Mariusz Dmochowski – August II Mocny
- Stanisław Jasiukiewicz – Rajmund Zaklika
- Daniel Olbrychski – Karol XII, król Szwecji
- Ignacy Gogolewski – baron Fryderyk Kyan
- Stanisław Milski – hrabia Egon Fürstenberg, marszałek dworu
- Henryk Borowski – hrabia Adolf Hoym, mąż hrabiny Cosel
- Władysław Hańcza – generał Schulenburg
- Krystyna Chmielewska – Marianna Denhoff, kochanka Augusta II Mocnego
- Maria Homerska – Krystyna Eberhardyna Hohenzollernówna, żona Augusta II Mocnego
- Mieczysław Kalenik – La Haye, porucznik gwardii królewskiej
- Bronisław Pawlik – Böttger, alchemik
- Władysław Dewoyno – Holder, szlachcic saski

## Fabuła
Rok 1704. Trwa Wojna Północna. Król szwedzki Karol XII rozbija wojska Augusta II Wettina, zwanego Mocnym. Sejm ogłasza detronizację Augusta i na króla Polski wybiera Stanisława Leszczyńskiego. Wiadomość tę przywozi do Drezna młody polski szlachcic Zaklika.
August, pozornie nie przejmuje się detronizacją. Zapomnienia szuka w zabawach i ucztach, a pojawienie się na dworze pięknej Anny Hoym (tytułowej hrabiny Cosel) wnosi do jego życia ożywienie. Wkrótce August zakochuje się w hrabinie, która rozwodzi się dla niego z mężem i rozpoczyna panowanie na drezdeńskim dworze, padając przy tym ofiarą intryg i politycznych rozgrywek.
Kiedy niestały w uczuciach król wybiera inną kochankę, hrabina Cosel zaczyna walczyć o swoją pozycję. Intryganci dworscy odsuwają ją, lecz ta nie ustaje w dążeniu do małżeństwa z królem, ma bowiem jego pisemne zobowiązanie ślubu. Ostatecznie zostaje uwięziona w twierdzy Stolpen, a wierny jej polski szlachcic Zaklika, próby jej uwolnienia, przypłaca życiem.